# Pseudhisychius carbonelli
Pseudhisychius carbonelli är en insektsart som beskrevs av Marius Descamps 1979. Pseudhisychius carbonelli ingår i släktet Pseudhisychius och familjen Romaleidae. Inga underarter finns listade i Catalogue of Life.